# Alexander Reinagle

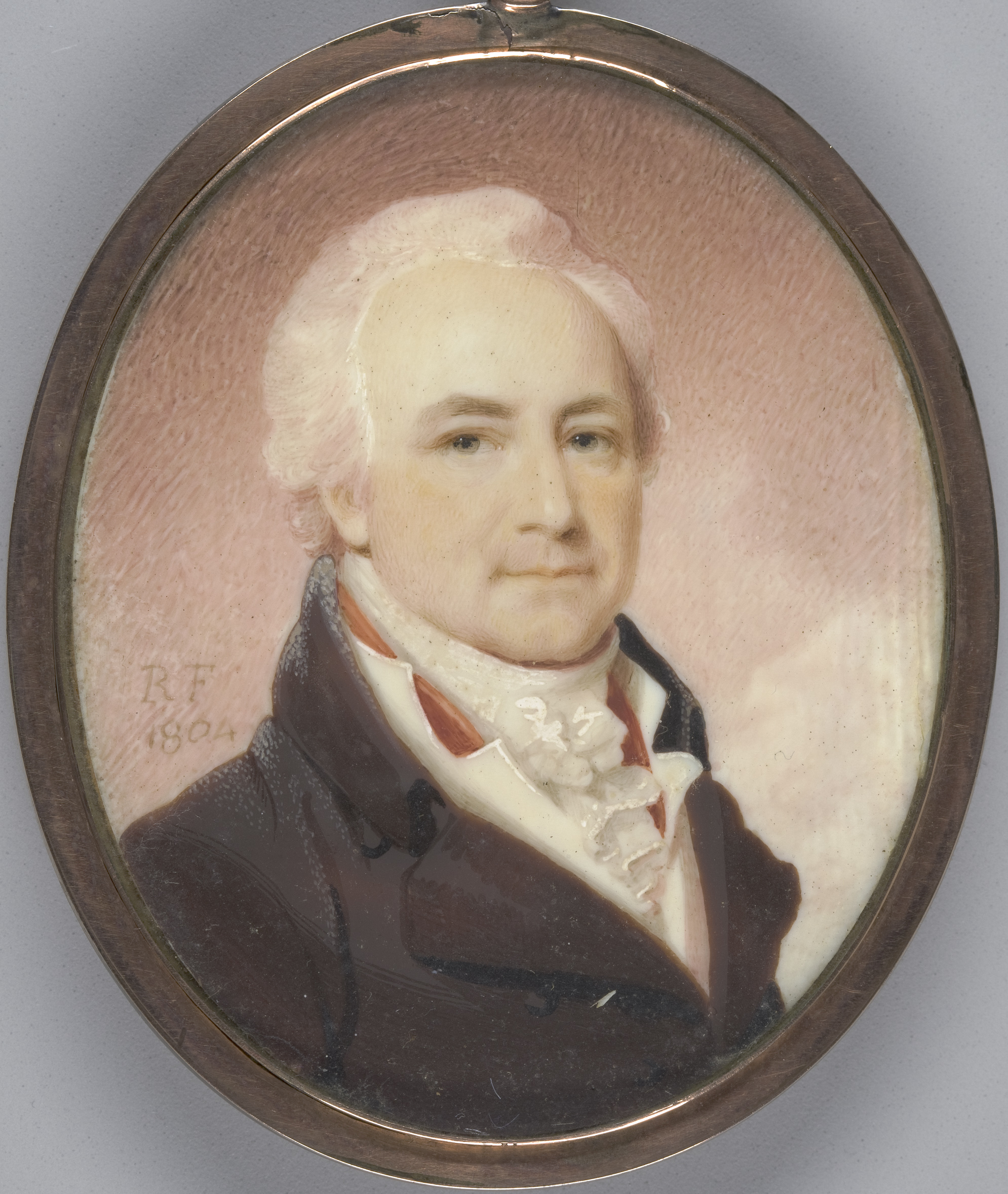
Alexander Reinagle

Alexander Reinagle (getauft am 23. April 1756 in Portsmouth; † 21. September 1809 in Baltimore) war ein US-amerikanischer Komponist englischer Herkunft.

## Leben und Wirken
Über das Geburtsdatum Alexander Reinagles besteht Unklarheit. Nach Überlieferungen der Familie wurde er 1750 in Edinburgh geboren, nach der Todesanzeige in der United States Gazette von Philadelphia starb er 1809 in seinem 62. Lebensjahr, was das Geburtsjahr 1747 ergäbe. Sein Vater war der österreichisch-ungarische Trompeter Joseph Reinagle. Ersten Unterricht hatte er bei seinem Vater und bei Raynor Taylor, dem Direktor des Königlichen Theaters von Edinburgh. Dort hatte er 1770 seinen ersten Auftritt als Cembalist.
Ab 1778 lebte Reinagle als Cembalolehrer in Glasgow, wo seine ersten Kompositionen im Druck erschienen. 1784 lernte er in Hamburg Carl Philipp Emanuel Bach kennen, mit dem er einige Zeit in brieflichem Kontakt stand. Im selben Jahr reiste er mit seinem Bruder, dem Cellisten Hugh Reinagle, nach Portugal und trat dort vor der königlichen Familie auf. 1785 wurde er Mitglied der Royal Society of Musicians in London.
1786 ließ sich Reinagle zunächst als Pianist, Violin- und Klavierlehrer in New York nieder und gab dort im selben Jahr sein erstes Konzert. Im Herbst des Jahres übersiedelte er nach Philadelphia. Dort erneuerte er die Tradition der Stadtkonzerte mit einer zwölfteiligen Konzertreihe mit dem Cellisten Henri Capron in der Saison 1786/87. Bis 1794 setzte er die Konzertreihe gemeinsam mit Capron, William Brown und Alexander Juhan fort. Daneben unterrichtete er u. a. Nellie Custis, die Adoptivtochter George Washingtons.
1791 gründete er mit dem britischen Schauspieler Thomas Wignell eine Theaterkompagnie. Diese New Company erbaute in Philadelphia das New Theatre (Chestnut Street Theatre), das 1792 eröffnet wurde, und in Baltimore das Theatre on Holliday Street, dessen Eröffnung im Folgejahr stattfand. An beiden Häusern wurden die Sparten Schauspiel und Musiktheater geboten. Reinagle fungierte als musikalischer Leiter in Philadelphia. An das Chestnut Street Theatre engagierte er den englischen Geiger George Gillingham als Dirigenten. Hier wurden bis 1800 fast sechzig Stücke aufgeführt. Reinagle selbst trug zwei Ballette zum Repertoire bei und komponierte, arrangierte und orchestrierte die Musiken zu allen Aufführungen. Beim Brand des Theaters am 2. April 1820 gingen alle diese Materialien verloren. Nach dem Tod seines Partners Wignell übersiedelte Reinagle nach Baltimore und war dort bis zu seinem Tod musikalischer Leiter der Produktionen der New Company.
Reinagles fünf Geschwister waren alle aktive Künstler. Sein Bruder Joseph Reinagle wurde ebenfalls als Komponist bekannt, dessen Sohn Alexander Robert Reinagle als Organist und Komponist. Sein Bruder Philip Reinagle war ein Porträt-, Tier- und Landschaftsmaler, dessen Sohn Ramsay Richard Reinagle und Enkel George Philip Reinagle ebenfalls Maler waren.

## Werke
- Variations on Famous Scots Tunes, 1782
- The Volunteers, komische Oper (Libretto von Susanna Haswell Rowson), 1795
- Sicilian Romance, Ballett, 1795
- The Black Castle or The Spectre of the Forest, Melodram (Libretto von Matthew Gregory Lewis, gemeinsame Komposition mit James Hewitt), 1807